# Ландри, Розмари
Розмари Ивонн Ландри (англ. Rosemarie Yvonne Landry) — канадская академическая певица (сопрано) и музыкальный педагог конца XX — начала XXI века. Член ордена Канады (1990), ордена Искусств и литературы (Франция, 1995) и ордена Плеяды (1997), лауреат Премии генерал-губернатора в области исполнительских искусств (классическая музыка, 2023).

## Биография
Родилась в 1946 году в Тимминсе (Онтарио) в семье акадийцев — выходцев из Каракета (Нью-Брансуик). Училась у Роланда Уиме в школе Вильфрида Пеллетье в Монреале в 1966—1968 годах, у Бернара Диамана с 1966 по 1971 год в Монреале и в 1973—1979 годах в Торонто, у Жана-Поля Жаннотта в Лавальском университете с 1969 по 1971 год и у Пьера Бернака в Париже в 1971—1972, 1975—1976 и 1979 годах. Получила степень бакалавра музыки по специальностям «фортепиано» и «вокал» в Монреальском университете в 1969 году, степень магистра музыки по специальности «вокал» в Лавальском университете в 1971 году и диплом артиста оперы в Торонтском университете в 1976 году. В том же году стала победительницей фестиваля талантов CBC по классу вокала.
В 1978 году участвовала в телевизионных постановках оперы «Медиум» Менотти с труппой музыкального театра COMUS и «Пеллеаса и Мелизанды» Дебюсси в постановке Стюарта Гамильтона на CBC; в последнем случае исполняла заглавную партию Мелизанды. В том же году состоялся международный дебют певицы на фестивале в Принстоне (Нью-Джерси). В 1979 году гастролировала с труппой Канадской оперы, исполняя партию графини в «Свадьбе Фигаро», и участвовала в первых французских представлениях Passagio Берио в Лионе и Париже. В 1982 году состоялся дебютный концерт певицы в Уигмор-холле (Лондон), а на Уэксфордском оперном фестивале в Ирландии прошла запись «Гризельды» Массне с Ландри в заглавной роли.
В дальнейшем Ландри составила себе репутацию как исполнительница французских песен в академическом жанре и современной классики из разных стран. Выступала с ведущими канадскими оркестрами, оперными труппами и камерными ансамблями, с Филармоническим оркестром Радио Франции, Сингапурским симфоническим оркестром и женевским Orchestra Musicum Collegium. Продуктивно сотрудничала с пианистом Далтоном Болдуином. Завершила вокальную карьеру в 2001 году.
Давала мастер-классы в Мемориальном университете Ньюфаундленда, Принстонском и Монктонском университетах. С 1979 года преподавала в Торонтском университете. С 1997 года преподавала в Монреальском университете, где возглавляла программу классического вокала.

## Награды
- Член ордена Канады (1990)[4]
- Член ордена Искусств и литературы (Франция, 1995)[3]
- Член ордена Плеяды от международной организации «Франкофония» (1997)[3]
- Лауреат Премии генерал-губернатора в области исполнительских искусств за карьерный вклад в классическую музыку (2023)[2]
- Почетный доктор Монктонского (1991) и Йорксого университета (1995)[1]